# Smaragdstrupig glansstjärt
Smaragdstrupig glansstjärt (Metallura tyrianthina) är en fågel i familjen kolibrier.

## Utseende
Smaragdstrupig glansstjärt är en liten kolibri med en kort och rak näbb. Den är generellt mörkgrön ovan och brunaktig under, med lysande grönt på strupen. Honan är mer beigefärgad under än hanen. Stjärten är mörkt metalliskt rödbrungläsnande, hos fåglar i bergsområdet Santa Marta i Colombia blå.

## Utbredning och systematik
Smaragdstrupig glansstjärt delas in i sju underarter med följande utbredning:
- Metallura tyrianthina districta – förekommer i Santa Marta-bergen (nordöstra Colombia)
- Metallura tyrianthina chloropogon – förekommer i kustbergen i norra Venezuela
- Metallura tyrianthina oreopola – förekommer i Anderna i västra Venezuela (Lara, Trujillo och Merida)
- Metallura tyrianthina tyrianthina – förekommer i Anderna i Colombia, Venezuela (Táchira), Ecuador och norra Peru
- Metallura tyrianthina quitensis – förekommer i Anderna i nordvästra Ecuador
- Metallura tyrianthina septentrionalis – förekommer i Anderna i norra Peru (väster om Marañónfloden)
- Metallura tyrianthina smaragdinicollis – förekommer i Anderna i östra Peru och norra Bolivia

## Levnadssätt
Smaragdstrupig glansstjärt är en vanlig fågel i skogar och skogsbryn i Andernas tempererade zon. Den besöker regelbundet kolibrimatningar.

## Status och hot
Arten har ett stort utbredningsområde, men tros minska i antal, dock inte tillräckligt kraftigt för att den ska betraktas som hotad. Internationella naturvårdsunionen IUCN listar arten som livskraftig (LC).

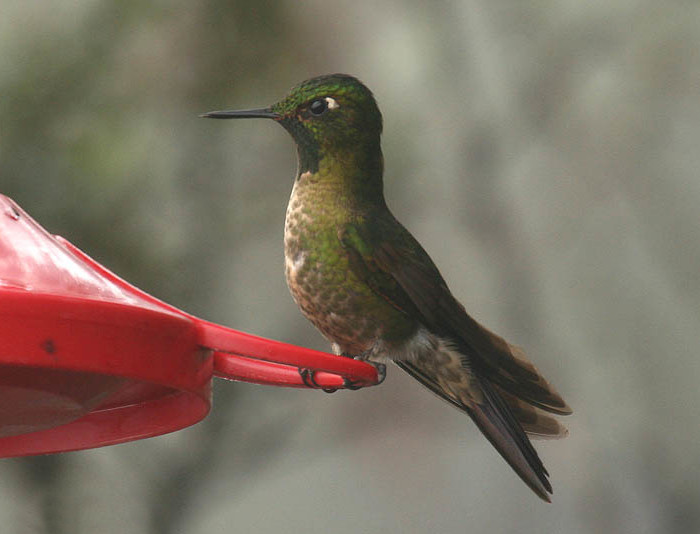